# Одио, Эунисе
Йоланда Эунисе Инфанте Одио (Одьо, исп. Yolanda Eunice Odio Infante, псевдоним Каталина Мариэль, исп. Catalina Mariel; 18 октября 1919 — 23 марта 1974) — латиноамериканская поэтесса, известная своими разнообразными произведениями, включая статьи, эссе, письма, рассказы и детскую литературу. Она также работала журналисткой и педагогом, преподавая английский и французский языки. Урожденка коста-риканской столицы Сан-Хосе, Одио проживала в разных странах, включая Коста-Рику, Мексику, Кубу, Гватемалу, Гондурас, Никарагуа и США.

## Биография
Воспитывалась матерью-одиночкой, много занималась самообразованием. В 1937—1938 годах работала на почте. В 1939 года вышла замуж за Энрике Кото Конде, который был вдвое старше ее; прожив вместе чуть больше двух лет, к 1943 году они уже официально развелись.
Вернувшись на родину, публиковала свои стихи под псевдонимом Каталина Мариэль в прессе; их также читали по радио. В 1947 году отправилась в Гватемалу, чтобы получить поэтическую премию, провести лекции и конференции, но в итоге решила остаться жить в этой стране. Там она работала в Министерстве образования, писала в журналы и газеты, получила гватемальское гражданство.
Однако после правого переворота 1954 года, свергнувшего Хакобо Арбенса, ей пришлось покинуть Гватемалу и поселиться в Мексике, где она и прожила до своей смерти, за исключением двух с половиной лет, проведённых в США (1959—1962). В Мексике она работала в сфере культурной журналистики и искусствоведения. Кроме того, она делала переводы на английский язык, писала и публиковала рассказы, эссе, обзоры и рассказы в специализированных газетах по искусству и литературе.
В 1962 году она стала гражданкой Мексики, а в 1966 году повторно вышла замуж за художника Родольфо Санабриа. Через год после свадьбы с художник уехал учиться в Париж, и пара постепенно разошлась.
В 1963 году Эунисе опубликовала серию статей, в которых выступила против коммунизма и Фиделя Кастро. Это привело к неприятию со стороны левых кругов, ранее считавших Одио своей, и стало препятствием для журналистской карьеры (с 1964 года она сотрудничала с венесуэльским журналом Zona Franca). Она умерла в бедности и одиночестве в Мехико 23 марта 1974 года.

## Избранные произведения
- Los elementos terrestres, 1948
- Zona en territorio del alba, 1953
- El tránsito de fuego, 1957
- El rastro de las mariposas, 1970
- Territorio del alba y otros poemas, 1974
- Eunice Odio Antología, 1975